# William Elford Leach
William Elford Leach (Hoe Gate, Plymouth, 2 februari 1791 - omgeving van Tortona, 25 augustus 1836) was een Brits arts, zoöloog en mariene bioloog.

## Biografie
Toen hij zeventien was studeerde hij medicijnen aan St. Bartholomew's Hospital in Londen. Hij ging nadien naar de Edinburgh Medical School en verwierf zijn doktersgraad aan de universiteit van St. Andrews in 1812.
Hij werd geen praktiserend arts; zijn ware interesse lag bij de natuurwetenschappen. Hij werd assistent-bibliothecaris aan de zoölogische afdeling van het British Museum. Hij ordende en sorteerde er de verzamelingen die, sinds ze door Hans Sloane aan het museum geschonken waren, grotendeels verwaarloosd waren. Hij werd later assistent-conservator van de natuurhistorische afdeling van het museum. Hij ontwikkelde zich tot  een expert op het gebied van schaaldieren en weekdieren, maar publiceerde ook over insecten, spinnen, duizendpotigen, zoogdieren en vogels.
Hij was in 1809 lid geworden van de Linnean Society of London. In 1817 werd hij verkozen tot fellow of the Royal Society.
Leach werkte zo hard dat zijn gezondheid eronder leed. In 1821 kreeg hij een zenuwinzinking. Hij nam het volgende jaar ontslag bij het British Museum. Om hem te versterken nam zijn oudere zuster hem mee op reis door continentaal Europa. Ze reisden door Frankrijk, Griekenland en Italië. Leach stierf aan cholera in Noord-Italië in 1836.

## Werken
Tijdens zijn korte carrière aan het British Museum schreef hij onder meer:
- The zoological miscellany : being descriptions of new, or interesting animals (1814–1817)
- Monograph on the British Crabs, Lobsters, Prawns and other Crustacea with pedunculated eyes (1815–1817)
- Systematic catalogue of the Specimens of the Indigenous Mammalia and Birds that are preserved at the British Museum (1816)
- Synopsis of the Mollusca of Great Britain (onafgewerkt gebleven in 1820 en postuum gepubliceerd in 1852, vervolledigd door John Edward Gray)
- Characters of a new Genus of Coleopterous Insects of the Family Byrrhidae in Transactions of The Linnean Society of London (1821)

## Naamgeving
Leach staat bekend om zijn eigenzinnige en soms excentrieke naamgeving van nieuwe taxa. Zo noemde hij zevenentwintig verschillende soorten naar zijn vriend John Cranch (1758-1816), daaronder:
- De  kleine kiezelkrab (Ebalia cranchii)
- Chrysichthys cranchii
- Cirolana cranchi
- Eualus cranchii
- Pandarus cranchii

Verder gaf hij aan negen geslachten van Isopoda namen die een anagram zijn van Caroline of Carolina: Anilocra, Canolira, Cirolana, Conilera, Nelocira, Nerocila, Olencira, Rocinela en Lironeca (nu Livoneca). Het is onbekend of deze verwezen naar een bestaande Caroline of gewoon fantasiewoorden zijn. Hij verzon graag namen zoals Jassa of  Zuzara voor de geslachten die hij beschreef.

## Eerbetoon
Het vale stormvogeltje is in het Engels bekend als Leach's storm petrel. Coenraad Jacob Temminck gaf het die naam (Procellaria leachii) in 1820, zonder te weten dat de soort al eerder was beschreven door Louis Jean Pierre Vieillot.
De blauwvleugelkookaburra (Dacelo leachii) is ook naar hem vernoemd.